# 姆斯季斯拉夫二世·伊贾斯拉维奇
姆斯季斯拉夫二世·伊贾斯拉维奇 Мстисла́в II Изясла́вич（?—1172年），古罗斯王公，佩列亚斯拉夫王公（1146年~1149年，1151年~1155年），弗拉基米尔-沃伦斯基王公（1157年~1170年），基辅大公（1167年~1169年）。 
姆斯季斯拉夫·伊贾斯拉维奇为基辅大公伊贾斯拉夫二世·姆斯季斯拉维奇之子，早年被其父分封到佩列亚斯拉夫领地。
在12世纪罗斯爆发的争夺基辅大公公位的封建混战中，姆斯季斯拉夫·伊贾斯拉维奇支持其父伊贾斯拉夫·姆斯季斯拉维奇与苏兹达尔王公尤里·多尔戈鲁基及切尔尼戈夫诸王公进行斗争。他几乎参加了伊贾斯拉夫对尤里·多尔戈鲁基发动的所有战役。1151年姆斯季斯拉夫争取到匈牙利贵族对他父亲的支持，但他本人不久在特列博夫利被尤里的盟友、加利奇王公雅罗斯拉夫·奥斯莫梅斯尔打败。
1153年，姆斯季斯拉夫·伊贾斯拉维奇两次打败骚扰罗斯南部的波洛韦茨人，获得了很高声望。
1155年姆斯季斯拉夫·伊贾斯拉维奇在卢茨克被尤里·多尔戈鲁基打败，被迫逃往波兰（他是波兰国王的女婿）。但在第二年他就成功征集到一支新的军队并来到沃伦。这时统治弗拉基米尔-沃伦斯基的是姆斯季斯拉夫的一个叔叔弗拉基米尔·姆斯季斯拉维奇，此人受尤里·多尔戈鲁基的摆布；姆斯季斯拉夫·伊贾斯拉维奇很快夺占了沃伦的公位。
在巩固了自己在沃伦的地位后，姆斯季斯拉夫·伊贾斯拉维奇重新投入到王公内讧中去。他暂时与切尔尼戈夫公爵伊贾斯拉夫·达维多维奇联合，共同反对尤里·多尔戈鲁基（此时已是基辅大公）。在尤里·多尔戈鲁基被打败之后，基辅的贵族们一致倒向伊贾斯拉夫，让他成为新的大公（1157年）。伊贾斯拉夫则保证支持姆斯季斯拉夫·伊贾斯拉维奇对沃伦的统治。 
1159年姆斯季斯拉夫与伊贾斯拉夫的联盟破裂。姆斯季斯拉夫·伊贾斯拉维奇攻占基辅，拥立他的另一个叔叔、斯摩棱斯克王公罗斯季斯拉夫·姆斯季斯拉维奇为大公。1167年罗斯季斯拉夫去世，姆斯季斯拉夫·伊贾斯拉维奇遂成为大公。但因其喜怒無常、賞罰不公遭受怨恨，令其他王公陰謀叛亂。
在当上大公之后，姆斯季斯拉夫·伊贾斯拉维奇继续与弗拉基米尔-苏兹达尔诸王公的残酷斗争，这次他的对手是势力强大的安德烈·博戈柳布斯基（尤里·多尔戈鲁基之子）。1168年，姆斯季斯拉夫从弗拉基米尔·姆斯季斯拉维奇手里夺取维什哥罗德，迫使后者投奔安德烈·博戈柳布斯基；同年他再次打败了波洛韦茨人。姆斯季斯拉夫橫征暴斂、窮兵黷武使他內外交困。懾於姆斯季斯拉夫勢力強大，心懷不滿的諸王公推舉安德烈·博戈柳布斯基為共主，帶領他們討伐姆斯季斯拉夫。
1169年3月，安德烈·博戈柳布斯基率领十六國大公讨伐姆斯季斯拉夫·伊贾斯拉维奇。攻陷基輔，姆斯季斯拉夫·伊贾斯拉维奇逃回沃伦，其家人则落入安德烈·博戈柳布斯基手中。姆斯季斯拉夫做了三次夺回基辅的尝试，但均告失败，最終被迫承認安德烈·博戈柳布斯基共主地位，不久就在弗拉基米尔-沃伦斯基去世了。

## 家庭
- 妻子：阿格尼絲卡（英语：Agnes of Poland），波兰国王波列斯瓦夫三世之女，1151年结婚
- 子女：

1. 羅曼·姆斯季斯拉維奇
2. 斯维亚托斯拉夫·姆斯季斯拉维奇
3. 弗謝沃洛德·姆斯季斯拉維奇（英语：Vsevolod Mstislavich of Volhynia）

## 资料来源
- 苏联历史百科全书，1961~1973

| 姆斯季斯拉夫二世·伊贾斯拉维奇 留里克王朝出生于：？逝世於：1172年 | 姆斯季斯拉夫二世·伊贾斯拉维奇 留里克王朝出生于：？逝世於：1172年 | 姆斯季斯拉夫二世·伊贾斯拉维奇 留里克王朝出生于：？逝世於：1172年 |
| 統治者頭銜                                                       | 統治者頭銜                                                       | 統治者頭銜                                                       |
| ---------------------------------------------------------------- | ---------------------------------------------------------------- | ---------------------------------------------------------------- |
| 前任： 伊賈斯拉夫·姆斯季斯拉維奇                                 | 佩列亞斯拉夫王公 1146年－1149年                                  | 繼任： 羅斯季斯拉夫·尤里耶維奇                                   |
| 前任： 羅斯季斯拉夫·尤里耶維奇                                   | 佩列亞斯拉夫王公 1151年－1155年                                  | 繼任： 格列布·尤里耶維奇                                         |
| 前任： 弗拉基米爾·姆斯季斯拉維奇                                 | 弗拉基米爾-沃倫斯基王公 1157年－1170年                           | 繼任： 斯維亞托斯拉夫·姆斯季斯拉維奇                             |
| 前任： 羅斯季斯拉夫一世                                          | 基輔大公 1167年－1169年                                          | 繼任： 安德烈·博戈柳布斯基                                       |